# John Hamilton, 1. Baronet (of Marlborough House)
Sir John Hamilton, 1. Baronet (* Februar 1726; † 24. Januar 1784) war ein britischer Marineoffizier und Adliger.
Er war einer von zwei Söhnen des John Hamilton, High Sheriff of Kent, und der Mary Wright. Er wurde am 21. Februar 1726 getauft.
Er diente in der Royal Navy und erreichte den Rang eines Captains. Im Amerikanischen Unabhängigkeitskrieg gehörte er 1775 zu den britischen Verteidigern bei der Belagerung von Québec. Am 24. August 1776 wurde ihm in der Baronetage of Great Britain der erbliche Adelstitel eines Baronet, of Marlborough House, Portsmouth, in the County of Southampton, verliehen.
Am 3. Oktober 1763 heiratete er Cassandra Agnes Chamberlayne. Mit ihr hatte er zwei Söhne:
- Admiral Sir Charles Hamilton, 2. Baronet (1767–1849);
- Admiral Sir Edward Joseph Hamilton, 1. Baronet (1772–1851).